# Cordofão
Cordofão (em árabe: كردفان; romaniz.: Kurdufān) é uma antiga província do Sudão central. Em 1994, foi dividido em três novos estados federados: Cordofão do Norte, Cordofão do Sul e Cordofão Ocidental. Em agosto de 2005, o estado do Cordofão Ocidental foi abolido e seu território dividido entre os estados de Cordofão do Norte e Cordofão do Sul, como parte dos acordos de paz pelo Tratado de Naivasha no final da Segunda Guerra Civil Sudanesa entre o governo do Sudão e o Exército Popular de Libertação do Sudão.